# Bruno Lopes
Bruno Lopes (Curitiba, 19 augustus 1986) is een Braziliaans voormalig voetballer die als aanvaller speelde.

## Carrière
Lopes begon zijn carrière in 2007 bij América FC (Minas Gerais). Hierna kwam hij uit voor Joinville EC, Vila Nova FC, Albirex Niigata en GD Estoril-Praia.